# Mahjong Titans
Mahjong Titans è un videogioco di Mahjong sviluppato dalla Oberon Games e distribuito da Microsoft in Windows Vista (edizione Home Premium, Business/Professional, Enterprise e Ultimate) e Windows 7, ma può essere eseguito anche in Windows XP. Il gioco sfrutta la nuova interfaccia utente grafica (GUI) di Windows Vista.

## Gioco

### Istruzioni
Tessere
Ogni partita inizia con 144 tessere.
Vi sono tre tessere di base, ovvero Cerchio, Bambù e Carattere. Ognuna di queste tessere è contraddistinta da un numero da uno a nove; vi sono inoltre quattro tessere speciali, ovvero Venti, Fiori, Draghi e Stagioni. Alcune di queste tessere sono contrassegnate da una lettera.
Spiegazione
Per rimuovere una tessera, è necessario che sia libera, ovvero che sia possibile toglierla dalla pila senza spostare altre tessere. Se si posiziona il puntatore del mouse su una tessera e questa si illumina, significa che è libera. Se si tenta di rimuovere una tessera non libera, in Windows viene visualizzato un messaggio.
Nella maggior parte dei casi, per rimuovere le tessere è necessario che queste corrispondano esattamente. Vi sono tuttavia due eccezioni: è possibile selezionare due tessere qualsiasi di tipo fiore o stagione.

### Disposizione delle tessere
Il giocatore può scegliere tra 6 disposizioni delle tessere:
- Tartaruga
- Drago
- Gatto
- Fortezza
- Granchio
- Ragno